# Barbula fuscoviridis
Barbula fuscoviridis là một loài rêu trong họ Pottiaceae. Loài này được Broth. ex Thér. mô tả khoa học đầu tiên năm 1921.